# Lednik Iali-Suu
Lednik Iali-Suu (ryska: Ледник Иали-Суу) är en glaciär i Kirgizistan.   Den ligger i oblastet Batken, i den sydvästra delen av landet, 500 km sydväst om huvudstaden Bisjkek. Lednik Iali-Suu ligger 3 826 meter över havet.
Terrängen runt Lednik Iali-Suu är huvudsakligen bergig, men åt nordost är den kuperad. Runt Lednik Iali-Suu är det glesbefolkat, med 13 invånare per kvadratkilometer. Det finns inga samhällen i närheten. Trakten runt Lednik Iali-Suu består i huvudsak av gräsmarker.